# Эрриго, Арианна
Арианна Эрриго (итал. Arianna Errigo, род. 6 июня 1988 года в Монце, Италия) — итальянская фехтовальщица на рапирах, олимпийская чемпионка 2012 года в командных соревнованиях, серебряный (2012) и бронзовый (2020) призёр Олимпийских игр, 10-кратная чемпионка мира (дважды в личном первенстве и 8 раз — в командном), 15-кратная чемпионка Европы (дважды в личной рапире (2016 и 2017) и 10 раз — в команде), трёхкратная обладательница Кубка мира.
В полуфинале Олимпийских игр 2012 года в Лондоне Эрриго сумела остановить (15-12) прославленную соотечественницу Валентину Веццали, не знавшую поражений в личном первенстве на трёх Олимпиадах подряд (2000, 2004 и 2008). В финале Арианна встретилась с ещё одной итальянкой Элизой Ди Франчиска и на этот раз в упорном поединке уступила (11-12).
В 2013 и 2014 годах дважды подряд делала «золотой дубль» на чемпионатах мира — победы в личном и командном первенстве. На протяжении семи лет подряд (2009—2015) Арианна была членом женской сборной Италии, неизменно побеждавшей на чемпионатах Европы в командном первенстве.
Командор ордена «За заслуги перед Итальянской Республикой» (2013).